# 阿尔·史密斯

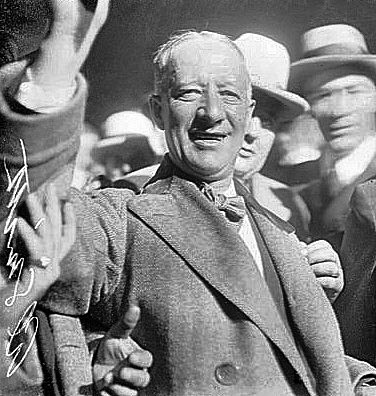
艾尔弗雷德·E·史密斯

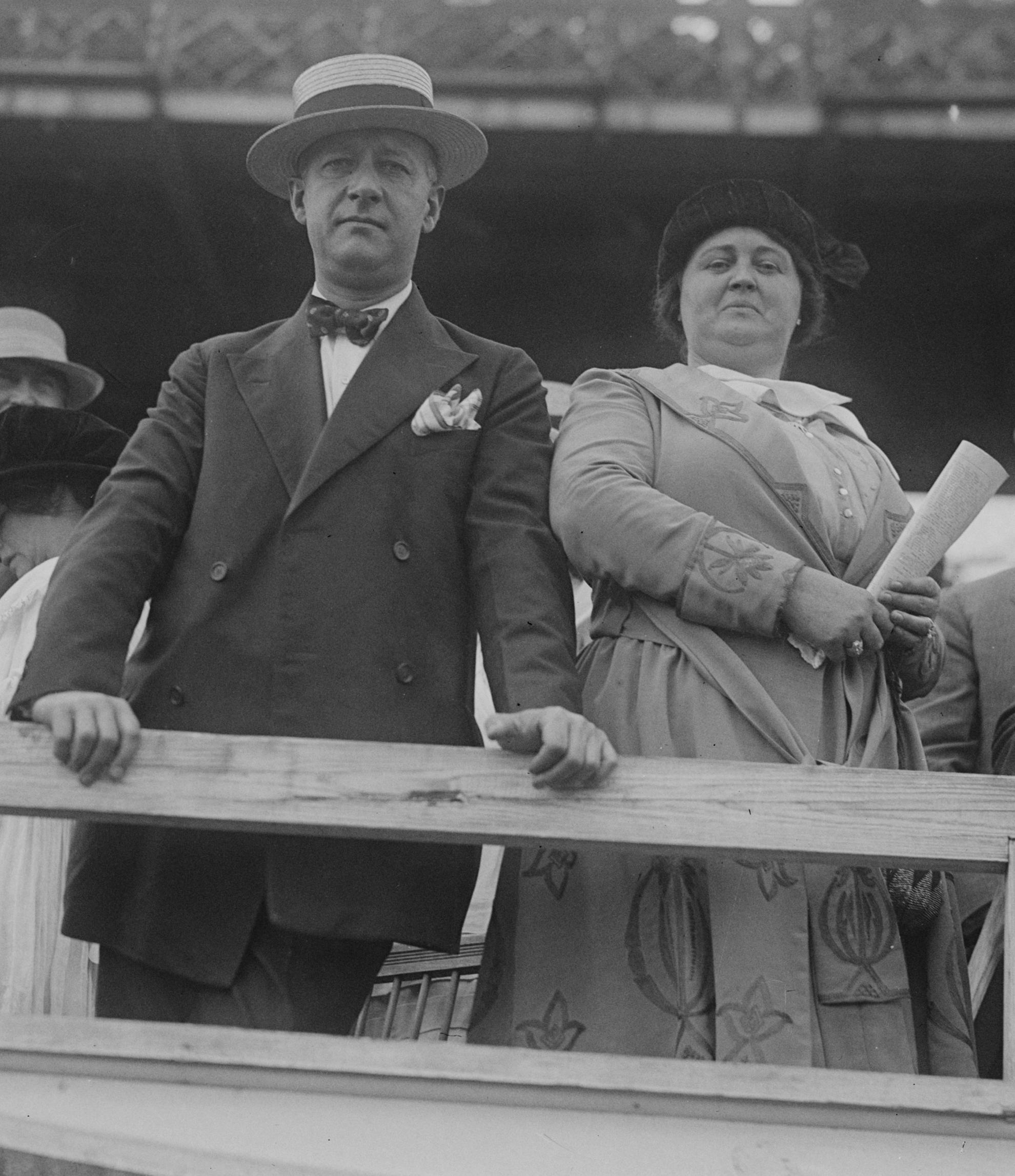
艾尔弗雷德·E·史密斯與其夫人

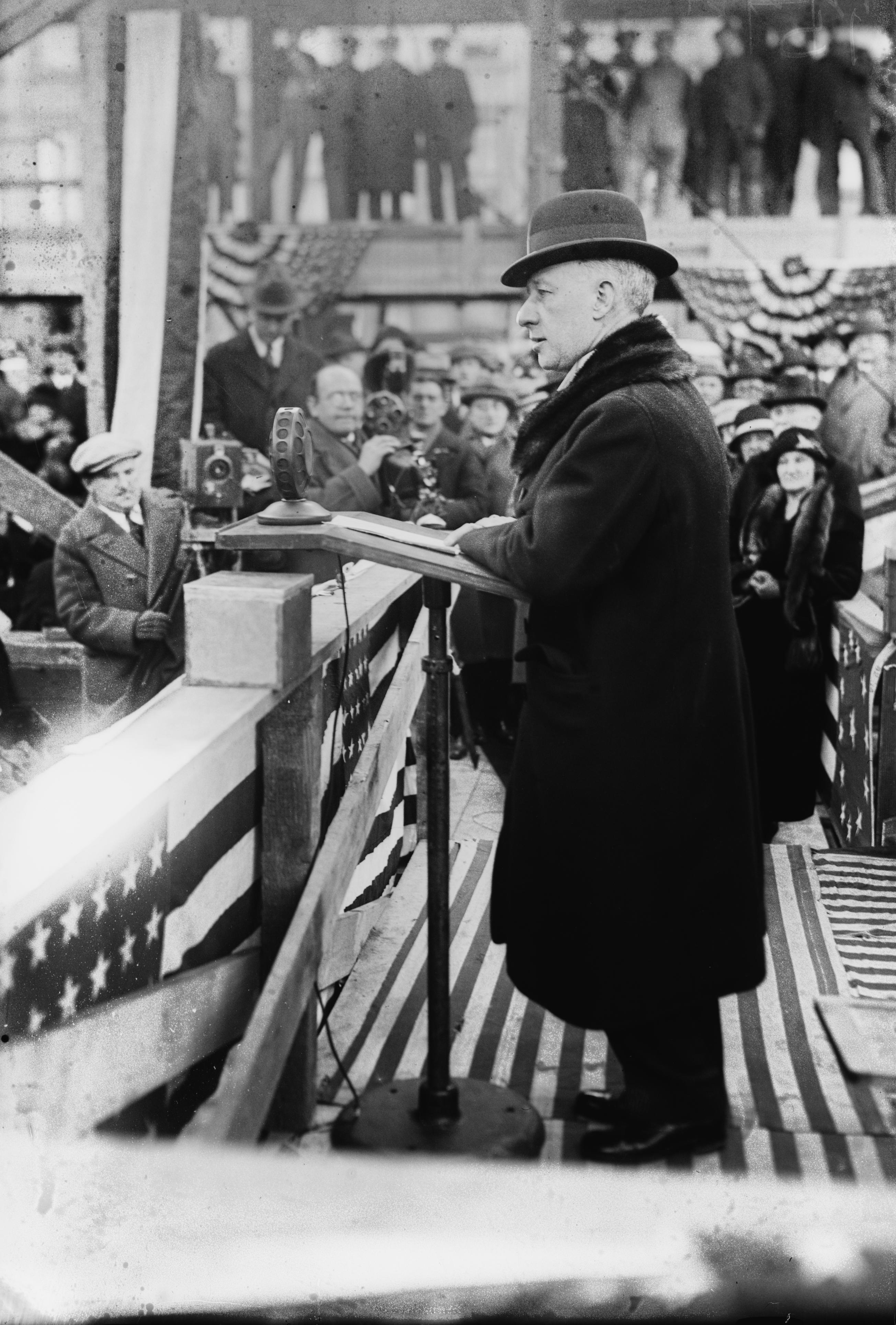
艾尔弗雷德·E·史密斯在民主黨大會上

艾尔弗雷德·伊曼纽尔·“阿尔”·史密斯（Alfred Emanuel "Al" Smith，1873年12月30日—1944年10月4日），美國政治家，民主黨成員。他曾經兩度出任紐約州州長，並且是民主黨1928年美國總統選舉候選人。他也是美國民主黨首個信奉天主教的總統候選人。
曾因反對禁酒法被貼上「反禁酒的醉鬼」標籤，最終在1928年美國總統選舉中落敗。